# アレクサンデル・チェフェリン
アレクサンデル・チェフェリン（Aleksander Čeferin、1967年10月13日 - ）は、スロベニアのリュブリャナ出身の弁護士。欧州サッカー連盟（UEFA）第7代会長、国際サッカー連盟（FIFA）副会長、元スロベニアサッカー協会（NZS）会長。

## 来歴
リュブリャナ大学法学部卒業後、家族が経営する法律事務所に就職、後に同社取締役に就任した。2005年、フットサルクラブ「KMNスベア・レスナ・リティヤ」の理事会と仕事をし、地元のサッカーに正式に関わるようになった。同年からアマチュアクラブ「FCリュブリャナ・ロイヤーズ」の理事を務めた。また、2006年から2011年まではNKオリンピア・リュブリャナでも仕事をした。
2011年、スロベニアサッカー協会の会長に就任した。また、同年からUEFA法律委員会の第2副会長、第3副会長を務めた。FIFA規律委員会のメンバーも務めた。
2016年9月14日、アテネで開催された第12回UEFA臨時総会にて、UEFA加盟55協会による投票で42票を獲得し、第7代UEFA会長に選出、FIFA理事会の副会長にも就任した（UEFA会長は自動的にFIFA理事会の副会長に就任する）。任期は第6代会長ミシェル・プラティニの残任期間である2019年3月までとなる。同年10月、スロベニアサッカー協会会長を辞任した。